# Roxanne Dunbar-Ortiz
Roxanne Dunbar-Ortiz, född 10 september 1938 i San Antonio, Texas, är en amerikansk feminist.
Dunbar var verksam i den amerikanska medborgarrättsrörelsen innan hon anslöt sig till kvinnorörelsen. Sommaren 1968 bildade hon radikalfeministiska gruppen Cell 16 i Boston, vilken blev mycket inflytelserik. Senare flyttade hon till New Orleans, där hon grundade Southern Female Rights Union.